# Coenonympha clorinda
Coenonympha clorinda är en fjärilsart som beskrevs av De Sagarra 1924. Coenonympha clorinda ingår i släktet Coenonympha och familjen praktfjärilar. Inga underarter finns listade i Catalogue of Life.